# FedEx

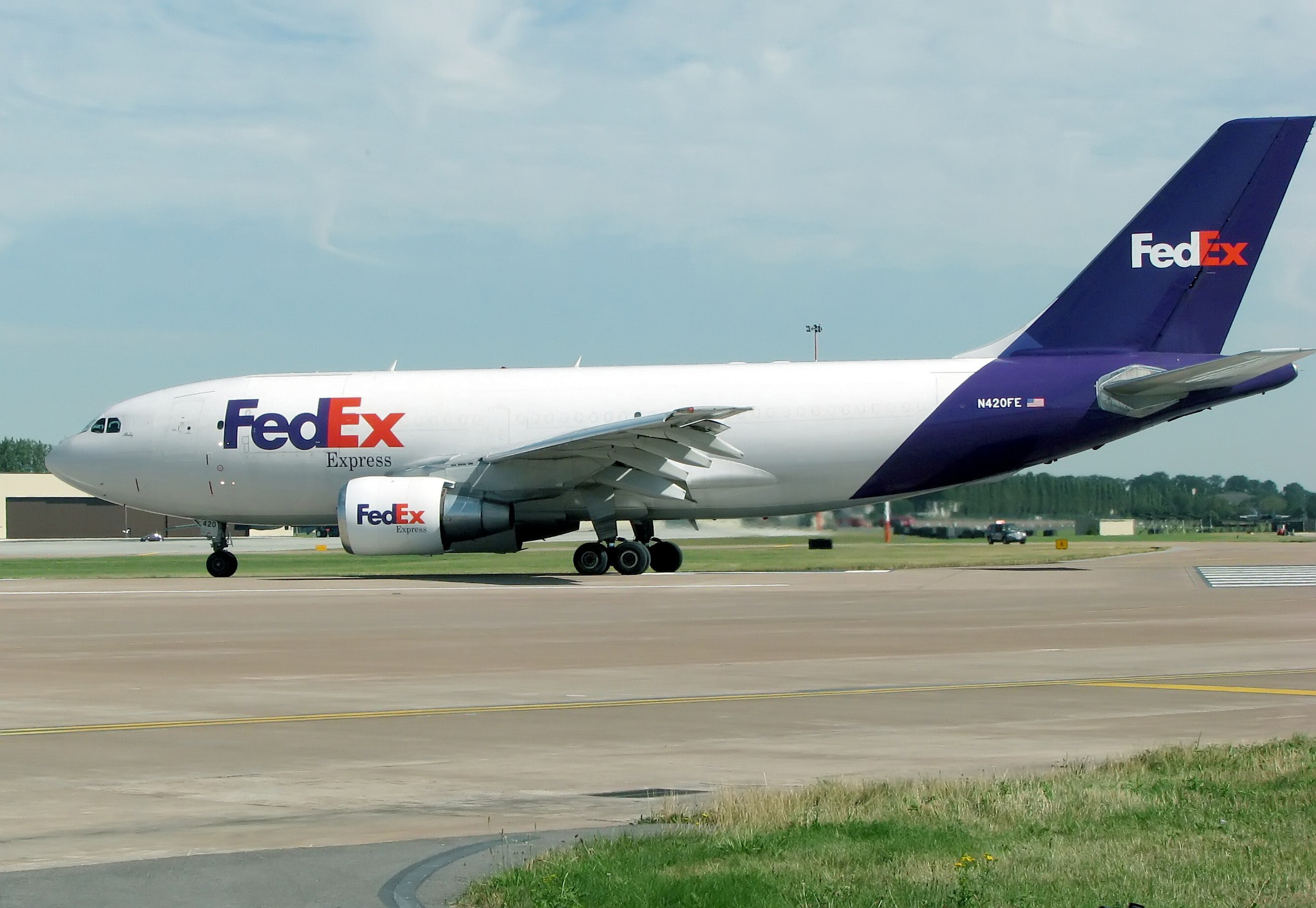
FedEx Airbus A310-200

FedEx Corporation este o companie americană de curierat și logistică. Compania a fost înființată în anul 1998, cu numele de FDX Corporation, după care a fost redenumită în FedEx Corporation în ianuarie 2000. Istoria companiei începe din 1971, prin înființarea Federal Express.
În octombrie 2008, Fedex a achiziționat divizia LTL (de transport cu camioane) a companiei americane Watkins Motor Lines. Valoarea tranzacției a fost de 780 milioane de dolari. Divizia de transport achiziționată cuprinde 140 de centre și mai mult de 14.000 de camioane și trailere.
Cifra de afaceri în 2008: 38 miliarde dolari
Venit net în 2008: 1,1 miliarde dolari

## Diviziile companiei
FedEx este împărțit în următoarele unități operaționale majore:
- FedEx Express. Serviciu zilnic de curierat care oferă transport aerian în ziua următoare în Statele Unite și servicii internaționale la timp determinat. FedEx Express are una dintre cele mai mari flote de aeronave civile din lume și cea mai mare flotă de aeronave civile cu caroserie largă.[5]
- FedEx Ground. Oferă corespondență și livrare de pachete în zile determinate în locații comerciale din SUA și Canada, mai ieftin decât serviciile cu oră determinată oferite de FedEx Express. Utilizează o flotă mare de camioane deținute de proprietari/operatori independenți, iar șoferii sunt antreprenori independenți care controlează rutele și teritoriile individuale de livrare. A fost anterior un sistem de pachete rutiere (RPS).[6]
- Servicii FedEx. Oferă servicii de marketing, vânzări, IT și alte alte companii de operare FedEx.
- Centre de imprimare și expediere FedEx Office. Oferă servicii de imprimare și fotocopiere și alte servicii de afaceri. Această divizie este o locație centrală în care clienții FedEx își depozitează pachetele pentru expediere, oferă fotocopiatoare și faxuri cu autoservire, produse de ambalare și expediere pentru birou, cutii și servicii de ambalare.

## Fapte interesante
- Există un element ascuns în logo-ul FedEx: între partea inferioară a literei mari "E" și litera "x", spațiul gol formează o săgeată. Potrivit designerului de logo Lyndon Leader, această săgeată ar trebui să evoce subconștient o asociere între numele companiei și viteza mare de livrare pe care o oferă FedEx.
- FedEx este porecla celebrului jucător de tenis elvețian Roger Federer.

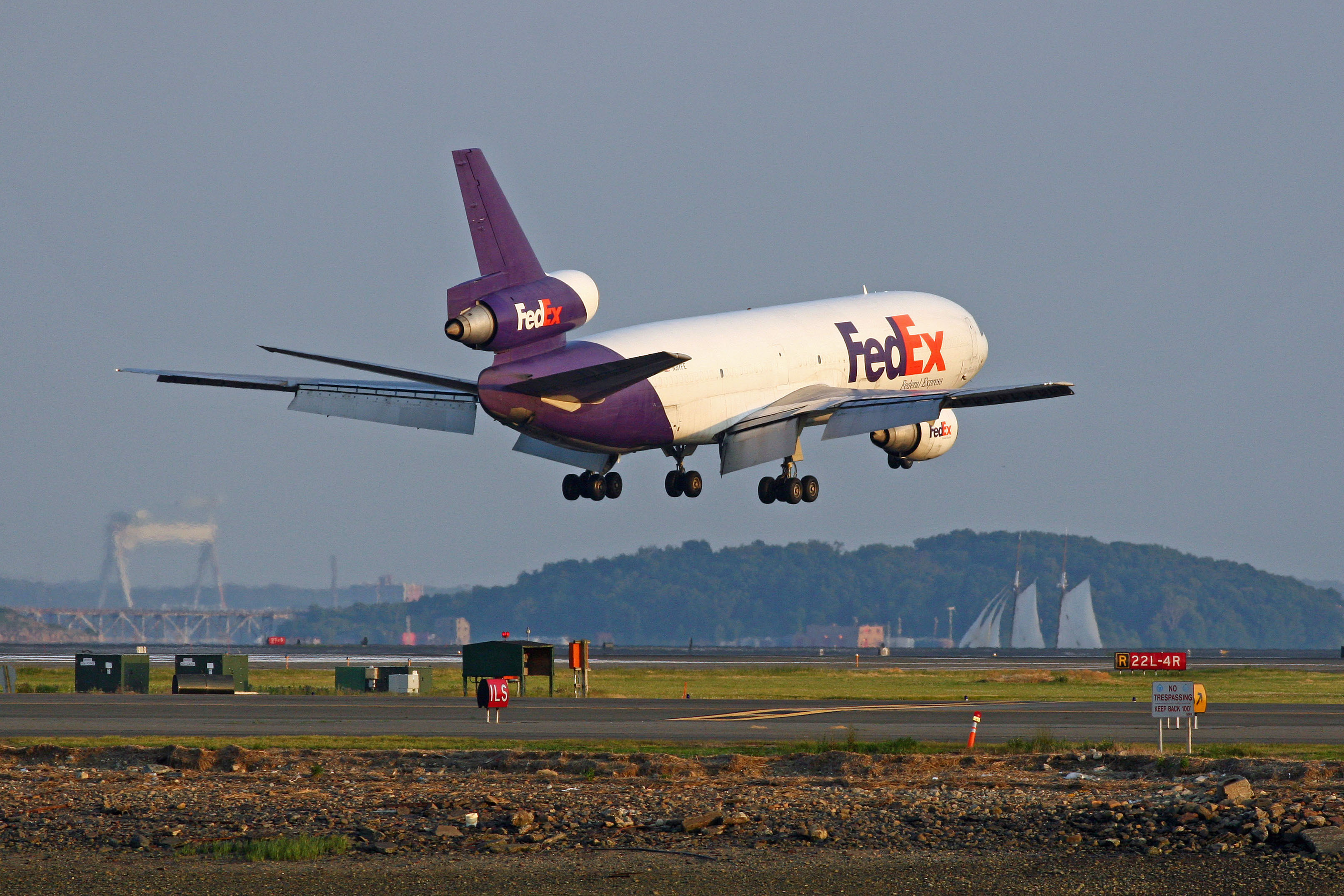
FedEx DC-10 Logan Airport, Boston USA